# Fils (Fluss)
Die Fils ist ein 63 Kilometer langer, rechter und östlicher Nebenfluss des Neckars in Baden-Württemberg (Deutschland). Ihr oberes Tal wird lokal Täle genannt, was sich im Zusatz einiger Namen von Talorten wiederfindet. Das Filstal ist in seinem mittleren und unteren Lauf, zwischen Geislingen und Plochingen, ein nahezu durchgehend besiedeltes und weithin industrialisiertes Tal.

## Etymologie
Es wurde lange angenommen, dass der Name Fils einer vorrömischen Namensschicht angehört. Zahlreiche Gewässerfunde, die insbesondere bei Göppingen und Uhingen gefunden wurden (Beile, Schwerter) und wie sie auch aus zahlreichen anderen Flüssen bekannt sind, stammen aus der Bronzezeit und könnten auf kultische Deponierungen zurückgehen.
In jüngerer Zeit wird eine andere Herleitung favorisiert: Die erste Erwähnung als namensgebender Teil des Filsgaues („Filiuuisgouwe“) lässt auf eine ursprüngliche Namensform *Filiwisa (mit „uu“ als Schreibung für „w“) schließen und damit auf eine Ableitung vom althochdeutschen *filiwa (Felbe = Weidenbaum). Damit wäre der Name als „von Weiden gesäumter Fluss“ zu erklären.

## Geographie

### Verlauf

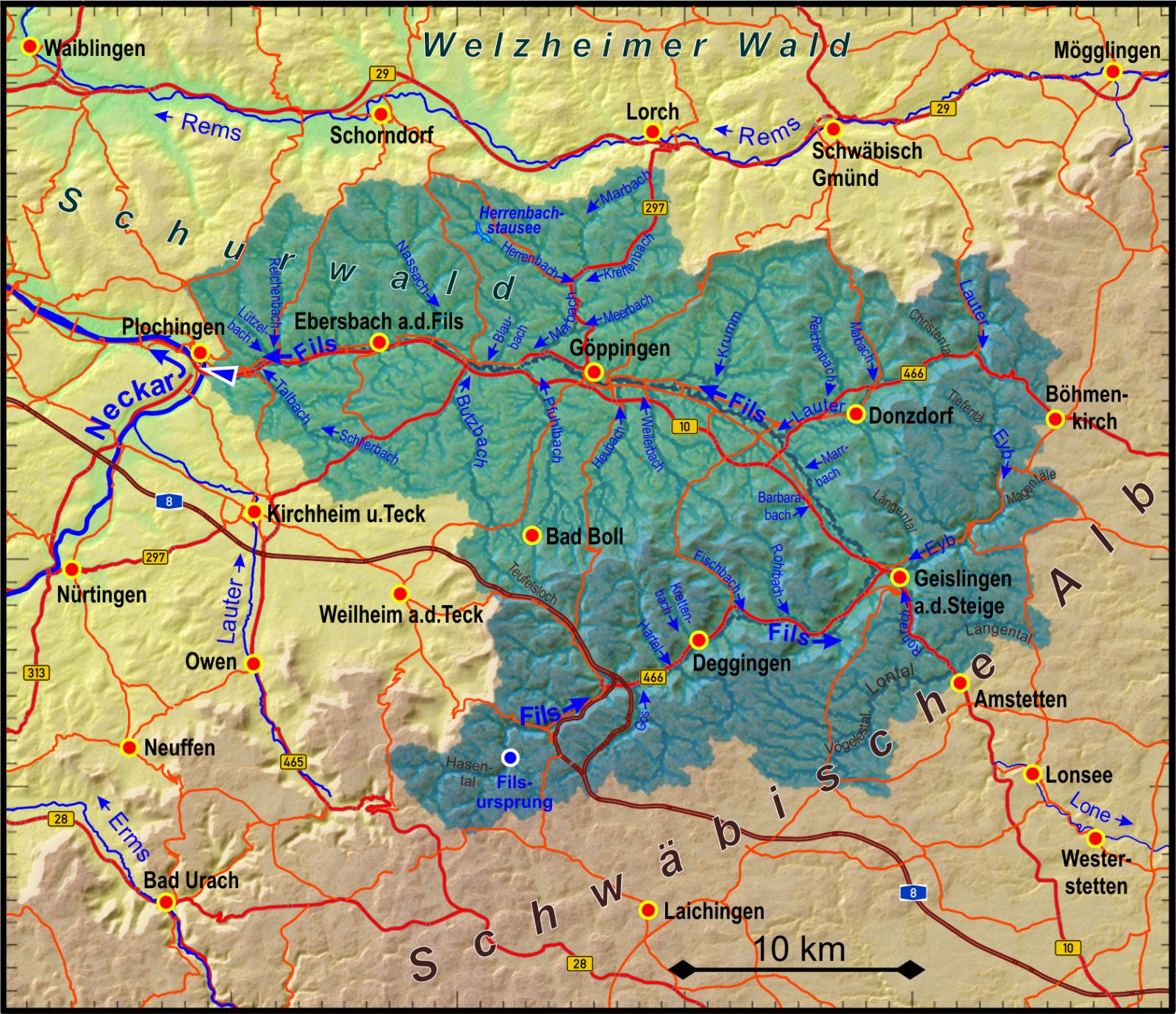
Einzugsgebiet der Fils. Keine Oberflächenabflüsse in schraffierten Gebieten.

Die Fils entspringt auf der Schwäbischen Alb rund zwei Kilometer südwestlich der Stadt Wiesensteig. Ihre Karstquelle, der Filsursprung, liegt auf 624,9 m ü. NN im naturnah gebliebenen Hasental. Dort gibt es etwas weiter abwärts noch zwei weitere Quellen, den Kleinen Filsursprung rechts und die Hasenquelle links am Hangfuß.
Der junge Fluss durchläuft – anfangs in nordöstlicher Richtung verlaufend – nach Wiesensteig die Gemeinde Mühlhausen im Täle, wo auf der linken Seite der Hollbach mündet und die A 8 das Tal quert. Dann folgt darin Gosbach mit der Mündung der Gos auf der rechten Seite. In Bad Ditzenbach fließt die Hartel von links in den Fluss und von rechts die Ditz. In Deggingen münden der längere Schinderbach von links und die kurzen Gewässer Sennenbach und Schüttebach von rechts in die Fils. Bei Reichenbach im Täle mündet der Fischbach und in Hausen an der Fils der Rohrbach. In Bad Überkingen lässt der von rechts kommende Rötelbach die Fils weiter anwachsen. Durch Geislingen an der Steige beschreibt das Filstal einen Linksbogen von 90 Grad, in dessen Verlauf die aus dem Nordosten zufließende Eyb einmündet.
Die Eyb ist der erste längere und auch nach oberflächlichem Einzugsgebiet größere Zufluss von der rechten Seite, nachdem bisher die von links von der zertalten Innenseite des Albtraufs zulaufenden Bäche ihre am Rande der ebenen Albhochfläche entstehenden Gegenüber in beiden Eigenschaften regelmäßig übertroffen haben. Die Eyb nimmt vor der Mündung noch einen nordwestlich laufenden Nebenfluss von Amstetten her auf, weshalb Geislingen in einer weiten Talspinne liegt. Fortan verläuft auch die Fils in nordwestlicher Richtung durch ihre Austrittsbucht aus der Alb in das Schwäbische Keuper-Lias-Land, in der Kuchen und dann am Zufluss des Marrbachs Gingen liegen. Inzwischen verläuft die Fils vor der Alb und in Süßen mündet die rechte Lauter, ihr größter Nebenfluss überhaupt, auf zuletzt westsüdwestlichem Lauf. Ab hier läuft die Fils ungefähr nach Westen in ständig etwas anwachsendem Abstand vom Stufenrand der Alb zu ihrer Linken, weshalb forthin die linken und rechten Zuflüsse einander nach Länge und Einzugsgebiet ähnlicher werden.
Im nunmehr weiten Tal folgen Salach, Eislingen mit der Krumm von rechts, dem zweitgrößten Zufluss der Fils, und dem linken Weilerbach, dann Göppingen, Faurndau mit dem Marbach (rechts), Uhingen mit dem Blaubach (rechts), dem Butzbach (links) und der Nassach (rechts). Die drittletzte Ortschaft am Fluss ist Ebersbach an der Fils, wo der namengebende Ebersbach ebenso von rechts einmündet wie der folgende Kirnbach kurz vor der Gemeinde- und Kreisgrenze zu Reichenbach an der Fils. Im Gebiet dieser Gemeinde münden Reichenbach und Lützelbach im Ort von rechts sowie danach der Talbach von gegenüber.
Daraufhin erreicht die Fils Plochingen, wo sie auf 248,3 m ü. NN nach etwa 63 Kilometern und fast 377 Höhenmetern unter ihrer Quelle von rechts in den dortigen Linksbogen des Neckars mündet; sie hat damit ein mittleres Sohlgefälle von etwa 6 ‰. Ihr Einzugsgebiet umfasst etwa 707 km². Nach Länge ist sie der fünftgrößte, nach Einzugsgebiet der viertgrößte Neckarzufluss.

### Einzugsgebiet
Das 707 km² große Einzugsgebiet der Fils zerfällt naturräumlich fast völlig in einen etwas kleineren südlichen Teil in der Schwäbischen Alb und einen etwas größeren nördlichen im Albvorland. Zunächst verläuft der Fluss etwa ostnordostwärts bis zu seiner Wende ab Geislingen durch die Mittlere Kuppenalb und hat hierbei gegen Ende auch Zufluss aus dem Albuch und Härtsfeld im Osten. Ab Geislingen kehrt er sich langsam westwärts und durchfließt dabei nacheinander die drei Unterräume Filsalbvorberge, Notzinger Platte und Schlierbacher Platte des Mittleren Albvorlandes, wobei dann die rechten Zuflüsse erst das Rehgebirge des Östlichen Albvorlandes entwässern und danach den Südteil des Schurwaldes im Schwäbischen Keuper-Lias-Land. Ein winziger mündungsnaher Zwickel bei Plochingen liegt im Nürtinger-Esslinger Neckartal, einem Teil der zur selben, dem Albvorland vorgelagerten Großlandschaft gerechneten Filder.

### Zuflüsse der Fils

#### Tabelle der großen Zuflüsse
Tabelle der nach Länge oder Einzugsgebiet 10 größten direkten Zuflüsse.
| Stat. [km] | GKZ     | Name                    | Lage   | Länge [km] | EZG [km²] | Mündung                            | Mündungshöhe [m ü. NHN] | Bemerkungen                                       |
| ---------- | ------- | ----------------------- | ------ | ---------- | --------- | ---------------------------------- | ----------------------- | ------------------------------------------------- |
| 53,8       | 2382-12 | Hollbach oder Hohlbach  | links  | 07,4       | 020,2     | zwischen Mühlhausen und Ditzenbach | 530                     | Strang Erlenbach → Hollbach                       |
| 36,3       | 2382-20 | Eyb                     | rechts | 12,8       | 116,5     | Geislingen an der Steige, Nordrand | 410                     | mündet in die Fils-Kehre                          |
| 28,5       | 2382-40 | Lauter                  | rechts | 16,3       | 068,4     | Süßen, Ostrand                     | 364                     |                                                   |
| 22,3       | 2382-54 | Krumm                   | rechts | 12,6       | 029,7     | Eislingen/Fils West                | 329                     |                                                   |
| 22,1       | 2382-56 | Weilerbach              | links  | 09,5       | 018,2     | Eislingen West                     | 328                     |                                                   |
| 20,6       | 2382-58 | Heubach                 | links  | 11,0       | 021,1     | Göppingen                          | 315                     | Strang Eckbach → Heubach                          |
| 16,5       | 2382-60 | Marbach                 | rechts | 13,2       | 058,6     | Göppingen-Faurndau                 | 303                     |                                                   |
| 15,3       | 2382-72 | Pfuhlbach oder Heimbach | links  | 12,6       | 029,0     | Uhingen Ost                        | 298                     | Strang Heimbach → Pfuhlbach                       |
| 12,8       | 2382-74 | Butzbach                | links  | 16,5       | 029,2     | Uhingen West                       | 286                     | Strang Teufelsklingenbach → Pliensbach → Butzbach |
| 11,0       | 2382-80 | Nassach                 | rechts | 09,2       | 025,4     | Uhingen, Westrand                  | 281                     | Strang Herrenbach → Nassach                       |
| 02,6       | 2382-98 | Talbach                 | links  | 11,6       | 026,5     | Reichenbach an der Fils            | 254                     | Strang Schlierbach → Köhlerbach → Talbach         |

Anmerkung

1. ↑  Die Gewässerkennzahl, in Deutschland Fließgewässerkennziffer genannt, ist ein eindeutiger Identifikator für jeden erfassten Flusslauf. Hier mit zur leichteren Lesbarkeit eingefügtem Trenner hinter dem Präfix, das einheitlich für den allen gemeinsamen Vorfluter Fils steht.

## Hochwasser
Das bisher höchste registrierte Hochwasser der Fils wurde in Höhe Plochingen mit einem Ablauf von 379 m³/s am 7. Mai 1931 registriert, gefolgt von den Hochwassern im März 1956 (ca. 350 m³/s), im April 1994 (352 m³/s), im Oktober 1998 (308 m³/s), im März 2002 (285 m³/s), im Januar 2004 (351 m³/s) und im Juni 2013 (326 m³/s). Von den sieben höchsten Filshochwassern seit 1931 sind fünf in den letzten 20 Jahren abgeflossen. Zuvor sind Hochwässer am 29. Oktober 1829, am 12. Mai 1853, am 27. Dezember 1882, am 20. Mai 1906 und am 24. Dezember 1919 überliefert.
Das Hochwasser von 1853 kostete im Bezirk Göppingen etwa 40 Menschen das Leben, etwa 200 Stück Vieh gingen zugrunde. In Uhingen und Ebersbach wurden die damals neuen Brücken weggerissen. In Faurndau stand das Wasser über 4 Fuß hoch in der Kirche. Die neue Filstalbahn wurde bei Eislingen beschädigt.
Hochwasser hat es an der Fils aber auch in früheren Zeiten gegeben. Der Ortsname Faurndau weist auf die besondere Hochwassergefahr hin, die hier eventuell durch die Talenge und die einmündenden Bäche Brunnenbach und Marbach besonders groß war. Auch bronzezeitliche Funde aus dem Kies der Fils könnten Hinweise auf Hochwasser sein – falls es sich nicht um kultische Deponierungen handelt. Bodenkundliche Untersuchungen am Rathaus in Göppingen zeigten, dass dort ein Altarm der Fils durch das fortschreitende Einschneiden des Flusses während der Bronzezeit trocken gefallen ist.
Ursache der Hochwasser sind gewöhnlich Regenereignisse, während der Effekt der Schneeschmelze durch den Karst der Alb zumindest im Oberlauf stark gemildert wird. Die Begradigung der Fils und vieler ihrer Zuflüsse verstärken den Effekt der Hochwässer. Kurz vor dem Hochwasser 1935 waren 1934 im Rahmen von Arbeitsbeschaffungsmaßnahmen umfangreiche Begradigungen und Regulierungen zwischen Süßen und Reichenbach durchgeführt worden.
Hochwasser kommt in allen Jahreszeiten vor. Im Sommer führt die Fils nach längeren niederschlagsfreien Zeiten wenig Wasser. Zu vollkommener Austrocknung kam es jedoch noch nie.

## Natur und Umwelt

### Wassergüte
Weil die Fils ein seit Beginn des 20. Jahrhunderts stark industrialisiertes Gebiet durchfließt, war sie jahrzehntelang stark mit Abwässern aus Haushalten und mehr noch aus der chemischen und lederverarbeitenden Industrie sowie von Bleichereien und Färbereien belastet.
In der Zeit zwischen den 1940er Jahren bis Mitte der 1980er Jahre wurde das Abwasser weitgehend ungeklärt direkt eingeleitet, was zu roten, blauen oder violetten Verfärbungen führte. In der Zeit der 1960er und 1970er Jahre nahm der Anteil chemischer Abwässer so sehr zu, dass in der Fils kein Leben mehr existierte. In dieser Zeit hing ein Verbot aus, nach dem man das Wasser weder „betreten“ noch trinken durfte.
Seit Mitte der 1980er Jahre hat sich die Lage stark verbessert. Aufgrund neuer Umweltrichtlinien mussten viele Fabrikationen eingestellt werden, Kläranlagen wurden gebaut und Tierarten in der Fils neu angesiedelt. Jedoch sind Ufer und Grund immer noch stark mit Schwermetallen belastet. Die Ufer sind über weite Strecken verbaut, weshalb an einigen Orten versucht wird, die Fils wieder als Fluss erlebbar zu machen.

### Fischarten
Die Fils beherbergt typische Fische der Forellenregion. Nachweislich sind folgende Fischarten vertreten:
Regenbogenforelle, Bachforelle, Saibling, Barbe, Gründling, Elritze, Döbel, Stichling, Mühlkoppe, Schmerle (vereinzelt: Äsche, Flussbarsch, Karpfen)

## Wassersport
Für den Wassersport ist die Fils nur im oberen Bereich von Mühlhausen bis Altenstadt und im Unterlauf ab Göppingen geeignet, im Oberlauf nur für geübte Wildwasserfahrer bei geeigneten Wasserständen. Im Mittellauf wird wegen vieler Wehre und damit verbundener Gefahren von einer Befahrung abgeraten.

## Geschichte
Das untere und mittlere Filstal waren seit vorgeschichtlicher Zeit eine wichtige Ost-West-Verkehrsachse. Hier verlief eine römische Straße (siehe auch: Kastell Eislingen-Salach). Im Frühmittelalter dürfte vor allem ihretwegen bei Geislingen eine anscheinend mächtige Adelsfamilie ansässig geworden sein. Ungarische Funde aus Eislingen und Schlat deuten darauf hin, dass sie auch bei einem Vorstoß der Ungarnstürme des 10. Jahrhunderts benutzt wurde. Furten bei Süßen, Göppingen und Faurndau schlossen an sie Nord-Süd-Verbindungen an, die die Fils querten.
Heute verlaufen hier die Filstalbahn und die Bundesstraße 10 zur Geislinger Steige.

## Sehenswürdigkeiten
Sehenswürdigkeiten an der Fils und im Talbereich, in Fließrichtung:
- Im Hasental, etwa 2 km südwestlich von Wiesensteig, liegt der Filsursprung
- Oberhalb des Filsursprungs liegt die 232 Meter lange Schertelshöhle
- Rechts oberhalb von Deggingen steht die Wallfahrtskirche Ave Maria
- Bei Süßen stehen rechts die Ruine Burg Staufeneck und die Burg Ramsberg
- In Gingen an der Fils (11 km östlich von Göppingen), steht die Johanneskirche mit der vermutlich ältesten Kircheninschrift Deutschlands
- Am Ende des Mittellaufs liegt rechts Göppingen, die größte Stadt am Fluss, mit Stauferausstellung und Heimatmuseum
- Es folgt links Faurndau mit romanischer Stiftskirche (13. Jahrhundert)
- Das Schloss Filseck steht vor Uhingen links oberhalb des Tals

## Galerie

Filstalpanorama vom Hohenstaufen gesehen
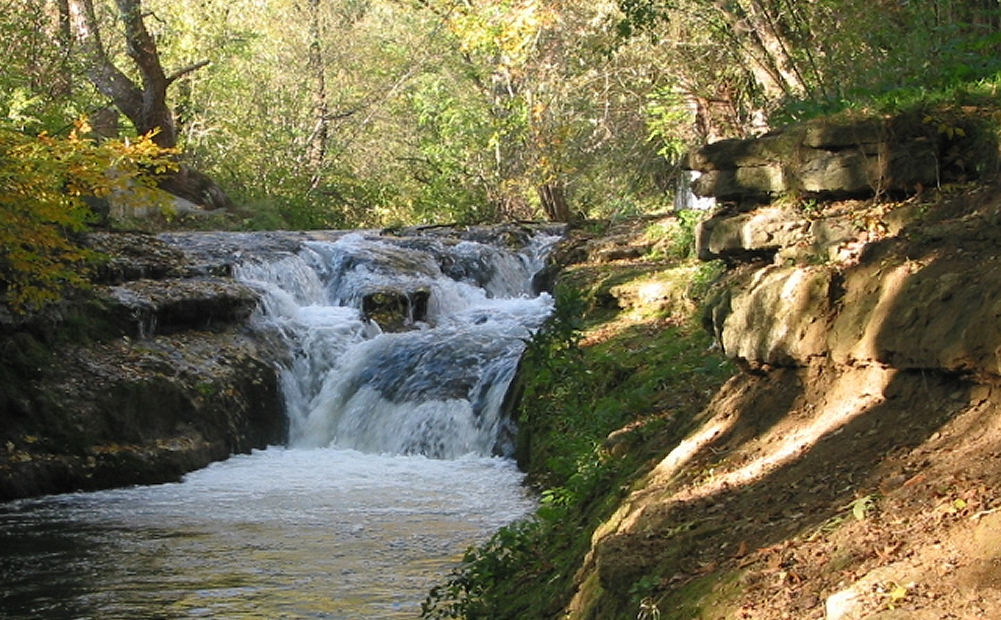
Der Filswasserfall in Geislingen an der Steige
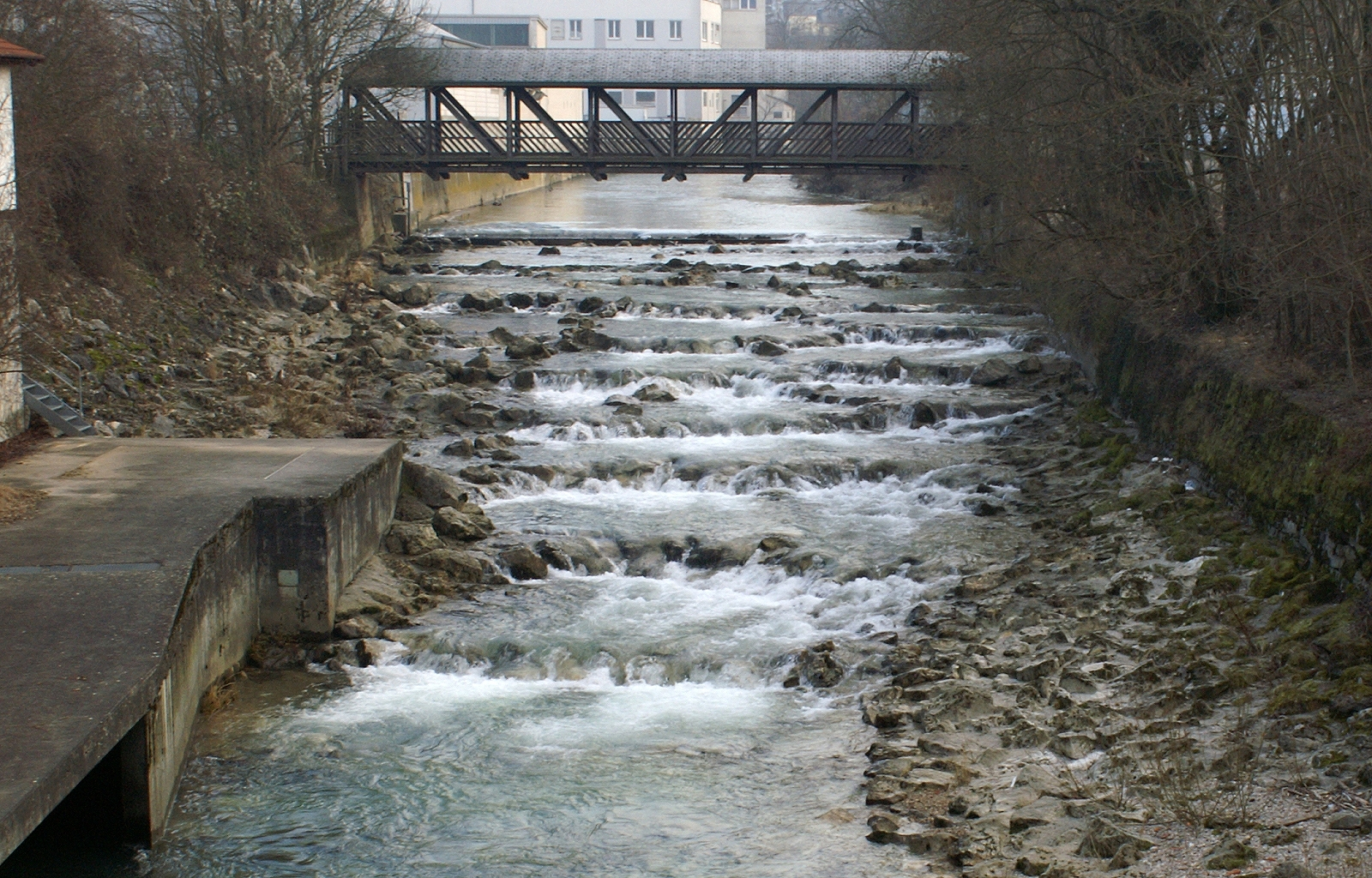
Wasserkraftanlage an der Fils in Göppingen

### LUBW
Amtliche Online-Gewässerkarte mit passendem Ausschnitt und den hier benutzten Layern: Karte des Laufs der Fils und ihres Einzugsgebietes

Allgemeiner Einstieg ohne Voreinstellungen und Layer: Daten- und Kartendienst der Landesanstalt für Umwelt Baden-Württemberg (LUBW) (Hinweise)
1. 1 2  Höhe nach blauer Beschriftung auf dem Hintergrundlayer Topographische Karte.
2. ↑  Länge nach dem Layer Gewässernetz (AWGN).
3. ↑  Einzugsgebiet nach dem Layer Aggregierte Gebiete 04.

### Sonstige Einzelnachweise
1. 1 2 3  Ministerium für Umwelt, Klima und Energiewirtschaft Baden-Württemberg: Ausbaupotenzial der Wasserkraft bis 1.000 KW im Einzugsgebiet des Neckars unter Berücksichtigung ökologischer Bewirtschaftungsziele (Memento des Originals vom 29. Oktober 2013 im Internet Archive)  Info: Der Archivlink wurde automatisch eingesetzt und noch nicht geprüft. Bitte prüfe Original- und Archivlink gemäß Anleitung und entferne dann diesen Hinweis., 2011, S. 9, abger. am 29. Juni 2013 (pdf, deutsch, 1,87 MB).
2. ↑  Deutsches Gewässerkundliches Jahrbuch Rheingebiet, Teil I 2009 Landesanstalt für Umweltschutz Baden-Württemberg, S. 116, abgerufen am 7. März 2021 (PDF, deutsch).
3. ↑  Lutz Reichardt: Ortsnamenbuch des Kreises Göppingen, 1989.
4. ↑  Hansjörg Dongus: Geographische Landesaufnahme: Die naturräumlichen Einheiten auf Blatt 171 Göppingen. Bundesanstalt für Landeskunde, Bad Godesberg 1961. → Online-Karte (PDF; 4,3 MB)
5. ↑  Anm.: Pegel Süßen min. 0,70 m, mit steigendem Pegel schnell zunehmender Schwierigkeitsgrad. Flussbeschreibung Fils In: Hubert Speck: Kanuführer Württemberg. Duisburg 2005, ISBN 3-924580-99-5.